# 覚
覚（）は、日本の妖怪の一つ。鳥山石燕による江戸時代の妖怪画集『今昔画図続百鬼』に記述があるほか、日本全国で人の心を読む妖怪として民話が伝えられている。

## 古典

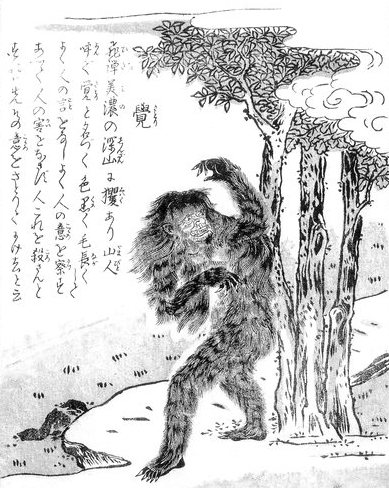
鳥山石燕『今昔画図続百鬼』より「覚」

『今昔画図続百鬼』には以下のように、飛騨や美濃（後の岐阜県）の山奥に、人間の心を読む妖怪「覚」が住むと述べられている。
挿絵にある妖怪画は、江戸時代の類書『和漢三才図会』にある玃（）をモデルにしたものと見られている。「玃」は本来は中国の伝承上の動物であり、人の心を読むという伝承はないが、『和漢三才図会』では人の心を読むといわれる飛騨・美濃の妖怪「黒ん坊（）」を挙げ「思うに、これは玃の属だろうか」と述べている。『今昔画図続百鬼』にも、「覚」が人の心を読むという記述があるが、これは「黒ん坊」の記述を引いたものと見られている。
「玃」を「かく」とも読むことから、より簡単な漢字である「覚」が代字として用いられ、この「覚」が訓字で「さとり」と誤読されたことから、「玃」とは別種の「覚」という妖怪の伝承が生まれた、との解釈もある。
また、『今昔画図続百鬼』や『百怪図巻』などの妖怪画集に見られる妖怪「山彦」は玃がモデルとの説があるが、民俗学者・柳田國男は『妖怪談義』において、覚が人の心を読むという昔話と、山彦が人の声を真似るという伝承を同根のものとしている。

## 民話

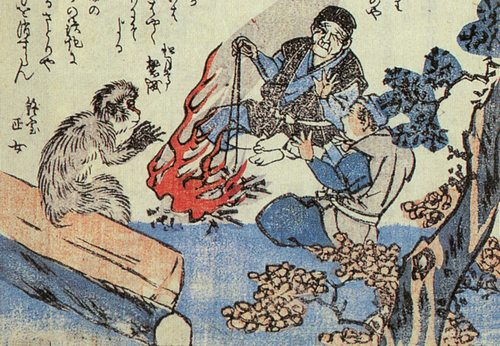
竜斎閑人正澄画『狂歌百物語』より「覚」

山梨県西八代郡の富士山麓の「おもいの魔物」や相州（神奈川県）の「山鬼」をはじめ、東北地方、中部地方、中国地方、九州地方など日本各地に、サルのような姿の怪物、または山男、天狗、タヌキなどが人間の心を読む妖怪の民話が伝承されており、これら一連が「サトリのワッパ」として分類されている。
多くの民話では、山中で人間の近くに現れ、相手の心を読み「お前は恐いと思ったな」などと次々に考えを言い当て、隙を見て取って食おうとするが、木片や焚き木などが偶然跳ねて覚にぶつかると、思わぬことが起きたことに驚き、逃げ去って行ったとされている。同様の伝承は南北朝時代の『荊楚歳時記』でも紹介されており、こちらには漢代の『神異経』・『西荒経』に記載がある西方の山奥に住む人間の姿をした一本足の怪物山魈が登場する。この山魈は人の心は読まないものの、遭遇すると高熱を発して死に至る妖怪であり、春節の時期には人里に下りてくるとして非常に恐れられていたが、杣人が暖を取ろうと燃やしていた伐採した竹が爆ぜるのに驚いて逃げ帰って行き、春節に爆竹を鳴らす由来となっている。古典でこうした話を綴った文献としては、妖怪をテーマとした江戸時代の狂歌本『狂歌百物語』に「来（）べきぞと気取りて杣（）が火を焚けば さとりは早く当たりにぞ寄る」「人の知恵さとり難しと恐れけり ぽんと撥ね火の竹の不思議を」などの狂歌がある。
前述のように民話の類型としての名は「サトリのワッパ」だが、「ワッパ」は童子を指すことから、本来は人の心を読み取る童子の話の意味で「サトリのワッパ」として伝承されていたとの指摘がある。また、童子を山神の化身と見なし、「覚」は山神の化身である童子が零落して妖怪化した姿との解釈もある。